# Tuffy Leemans
Pour les articles homonymes, voir Leemans.
Pro Football Hall of Fame 1978
(en) Statistiques sur pro-football-reference
Alphonse « Tuffy » Emil Leemans (né le 12 novembre 1912 à Superior et mort le 19 janvier 1979) est un joueur américain de football américain. Il fit l'ensemble de sa carrière dans la franchise des Giants de New York.

## Carrière

### Universitaire
Après avoir fait une année à l'université de l'Oregon, Leemans joue pendant trois saisons à l'université George Washington. Il se fait remarquer par les Giants lors d'un match contre l'université de l'Alabama et est sélectionné au second tour du repêchage de 1936 par les Giants de New York. Leemans a été nommé joueur universitaire par excellence en 1936.

### Professionnel

#### Leemans s'impose chez les Giants
Tuffy entre dans le bain de la NFL et parcourt 830 yards pour 206, faisant une moyenne de 69,2 yards par match. Dès sa première saison, il se classe dans les équipes de la saison de différents journaux américains. Tuffy se classe à chaque saison dans les équipes types de différents organismes montrant que ses performances restaient constante au fil des saisons. Il fut qualifié de joueur polyvalent, ainsi que de grand défenseur même si son poste de base était celui de running back ou de fullback.

#### Tuffy Leemans Day
Le 7 décembre 1941, les Giants décident de féliciter Tuffy pour son attachement et ses performances avec la franchise. Ce jour est appelé Tuffy Leemans Day alors que les Giants affrontent les Brooklyn Dodgers. Le numéro 4 des Giants reçoit un plateau d'argent, une montre ainsi que 1 500 dollars.
Ce jour est surtout marqué par le speaker du stade qui, en plein match, avait appelé le colonel William Joseph Donovan pour répondre à un appel de Washington qui ordonnait à tous les militaires de regagner leurs unités. Ce n'est que lorsque le match prit fin que les joueurs et les spectateurs furent informés que la base navale de Pearl Harbor avait été attaquée plus tôt dans la matinée.

## Palmarès
En huit saisons à la NFL, Leemans fut nommé dans la première ou la seconde équipe All-Stars de la ligue.
Leemans prit sa retraite à la fin de la saison 1943 avec un total de 3132 yards pour des rush, 422 yards sur 28 passes pour un total de vingt touchdowns et enfin 2318 yards à la passe et 25 touchdowns à la passe.
Le maillot #4 de Leemans fut retiré par les Giants et il fut intronisé l'année de son décès en 1979 au Pro Football Hall of Fame après que sa tentative de rentrer dans le Hall of Fame fut refusée en 1970.